# استیپ فالز (مین)
استیپ فالز(به انگلیسی: Steep Falls) شهری در ایالت مین کشور ایالات متحده آمریکا است که جمعیت آن در سرشماری سال ۲۰۱۰ میلادی، ۱٬۱۳۹ نفر بوده‌است.